# Station Ollioules-Sanary
Station Ollioules-Sanary is een spoorwegstation in de Franse gemeente Ollioules.